# Moulin à vent de Frucourt
Le moulin à vent de Frucourt est situé sur le territoire de la commune de Frucourt, dans le département de la Somme, à l'ouest d'Amiens.

## Historique
Le moulin à vent a été construit sur les hauteurs de Frucourt en 1641. Il est protégé au titre des monuments historiques : inscription par arrêté du 17 avril 1931.
Totalement ruiné, seuls les murs étaient encore debout, le moulin a été entièrement restauré grâce à l'action de l'Association du moulin fortifié de Frucourt. En juin 2004, le toit et les ailes ont été posés et en juin 2007, ce furent les planchers et le mécanisme de meunerie qui furent terminés.
Il a reçu le prix du concours « Les Rubans du Patrimoine ».

## Caractéristiques

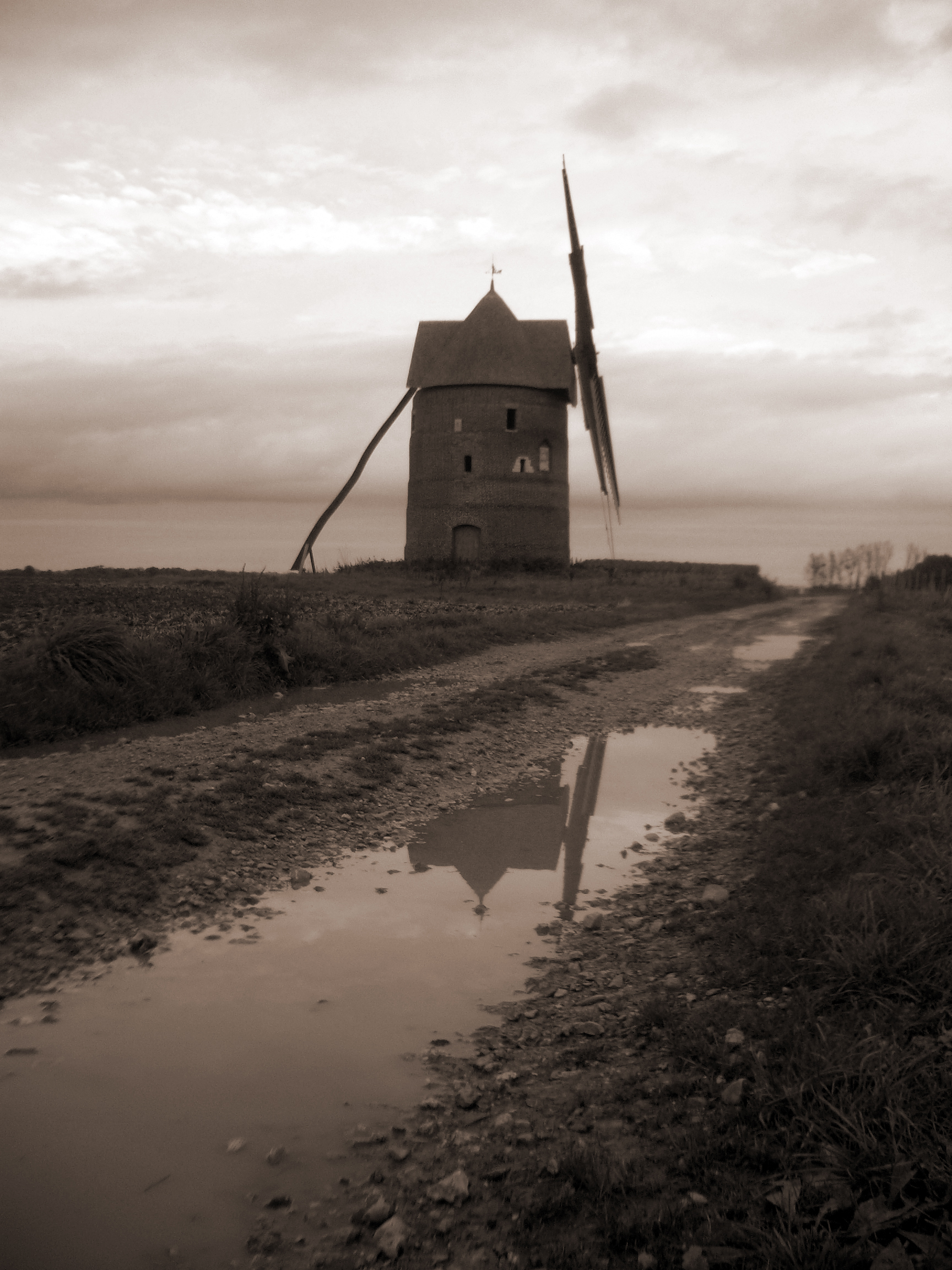

Le moulin de Frucourt, situé au sud du village sur la route de Citernes, est un moulin fortifié construit entièrement en briques. Les murs ont une épaisseur d'1,80 m à la base. Construit à l'époque des invasions espagnoles, le moulin était fortifié, ses portes étaient surmontées de mâchicoulis. On rencontre des briques vernissées noires ici et là sur les murs de la tour. dont le diamètre se réduit en allant vers le haut.
Sur une pierre ont été sculptées les armoiries de la famille de Montemer, seigneur de Frucourt, dont on ne discerne plus que le feuillage. Un cadran solaire est toujours visible sur une autre pierre.